# Cao Pi
Cao Pi (曹丕, 187 - 29 de juny de 226), formalment Emperador Wen de (Cao) Wei (曹魏文帝), nom de cortesia Zihuan (子桓), va néixer al Comtat de Qiao, a la Comandància Pei (modernament Bozhou, Anhui).
Fou el segon fill del polític i poeta xinès Cao Cao i fou el primer emperador i el veritable fundador del regne de Cao Wei, un dels Tres Regnes. Cao Pi, com son pare, fou un poeta. El primer poema xinès utilitzant set síl·labes per línia (七言詩) fou el poema 燕歌行 de Cao Pi. També va escriure més d'un centenar d'articles sobre diversos temes.
Cao Pi era el fill gran de Cao Cao i sa concubina, que més tard es convertiria en la seva esposa era la Princesa Bian. De tots els seus germans, Cao Pi era el més sagaç, i en lloc d'estudiar dur o iniciar-se en afers militars, va ser sempre en la presència de funcionaris judicials amb la finalitat d'obtenir el seu suport. Després de la derrota de Yuan Shao a la batalla de Guandu, agafa com a consort la dama Zhen Luo, vídua de Yuan Xi, fill de Yuan Shao, encara que finalment ella va perdre el seu favor i es va veure obligada a cometre suïcidi. Després d'arribar a emperador, la seua altra favorita, Guo Nüwang, va esdevenir emperadriu.
En 220, Cao Pi forçà a l'Emperador Xian a abdicar el tron i es va proclamar emperador de Wei. Cao Pi continuà la guerra de son pare contra Liu Bei del regne de Shu Han i Sun Quan del regne Wu Oriental, però no va tenir èxit. A diferència de Cao Cao concentrà la major part dels seus esforços en el seu país d'origen, que va prosperar sota el seu domini.

## Informació personal
- Pare
  - Cao Cao
- Mare
  - Emperadriu Vídua Bian
- Muller
  - Dama Zhen Luo, mare de Cao Rui (Emperador Ming) i la Princesa Dongxiang (d. 221)
  - Emperadriu Guo Nüwang (nascuda el 222, d. 235)
- concubines principals
  - Consort Li
  - Consort Yin, mare de Príncep Xie
  - Consort Liu, filla de l'Emperador Xian de Han
  - Consort Liu, filla de l'Emperador Xian de Han (dues filles de l'Emperador Xian foren consorts de Cao Pi, i Liu era el nom familiar de l'emperador de Xian)
  - Consort Pan, mare del Príncep Ruí
  - Consort Zhu, mare del Príncep Jian
  - Consort Chou, mare del Príncep Lin
  - Consort Xu, mare del Príncep Li
  - Consort Su, mare del Príncep Yong
  - Consort Zhang, mare del Príncep Gong
  - Consort Song, mare del Príncep Yan
- Fills
  - Cao Rui (曹叡), inicialment príncep de Pingyuan, més tard Emperador de Cao Wei
  - Cao Xie (曹協), va morir prematurament
  - Cao Rui (nota diferent nivell que l'emperador Ming) (曹蕤), inicialment el Príncep de Yangping (creat el 226), més tard Príncep Dao de Beihai (creat el 232, d. 233)
  - Cao Jian (曹鑒), Príncep Huai de Dongwuyang (creat i d. 225)
  - Cao Lin (曹霖), inicialment el Príncep de Hedong (creat 222), més tard Príncep de Guantao (creat el 225), més tard Príncep Ding de Donghai (created 232, d. 249), pare de Cao Mao
  - Cao Li (曹禮), inicialment el Duc de Qin (creat el 221), més tard el Príncep de Jingzhao (entronitzat el 222), més tard Príncep Ai de Yuancheng (creat el 225, d. 229)
  - Cao Yong (曹邕), Inicialment el duc de Huainan (creat el 221), després el Príncep de Huainan (creat el 222), després el Príncep de Chen (creat el 223), més tard el príncep Huai de Handan (creat el 225, d. 229)
  - Cao Gong (曹貢), Príncep Dao de Qinghe (creat el 222, d. 223)
  - Cao Yan (曹儼), Príncep Ai de Guangping (creat el 222, d. 223)
  - Princesa Dongxiang